# علم كثيب
علم كثيب: استكشاف غير مصرح به للعلم الحقيقي وراء عالم فرانك هربرت الخيالي (بالإنجليزية: The Science of Dune: An Unauthorized Exploration into the Real Science Behind Frank Herbert's Fictional Universe)‏ هو كتاب صدر عام 2007 حرره كيفن ر. جرازيير ونشرته دار بن بيلا بوكس. وكما يوحي الاسم، فإنه يركز على العلم الحقيقي وراء عناصر مختلفة من العلم والتكنولوجيا في عالم كثيب.